# 阿波市
阿波市（日语：／ Awa shi */?）是位於日本德島縣北部的城市，地處吉野川北岸，其面積在縣內排名第八。北邊隔著讚岐山脈與香川縣東香川市接壤，南邊的吉野川坐落著日本最大的川中島-善入寺島，境內的阿波土柱則被指定為日本的自然紀念物。因國道318號與德島自動車道等公路通過境內，使阿波市成為德島縣內的交通要地之一。
四國八十八處箇所中的第7號札所聚樂寺、第8號札所熊谷寺、第9號札所法輪寺與第10號札所桐旗寺即坐落於市內。

## 地理
當地的地勢北高南低，中央構造線以東西向通過境內。發源於北部讚岐山脈的九頭宇谷川、日開谷川、大久保谷川與伊澤谷川流經市內，並往南注入吉野川。南部地區則由多個沖積扇，以及日開谷川與吉野川等河流形成的氾濫平原組成。

### 氣候
當地在氣候上屬於瀨戶内海式氣候。根據統計，2001年至2010年阿波市的年均溫為15.2℃，年均降雨量則為1405.7毫米，降雨主要集中在梅雨和颱風季節。

## 歷史

### 年表
- 1889年10月1日：實施町村制，現在的轄區在當時分屬：
  - 阿波郡：市香村、八幡村、林村、久勝村、大俣村、伊澤村、柿島村、土成村。
  - 板野郡：一條村、御所村。
- 1907年11月1日：市香村改制並改名為市場町。
- 1908年7月10日：八幡村改制為八幡町。
- 1923年2月9日：一條村改制為一條町。
- 1928年11月1日：林村改制為林町。
- 1951年11月3日：久勝村改制為久勝町。
- 1955年3月31日：
  - 御所村和土成村合併為土成町。
  - 市場町、八幡町、大俣村合併為新設置的市場町。
  - 久勝町、伊澤村、林町合併為阿波町。
- 1957年3月31日：一條町和柿島村合併為吉野町。
- 2005年4月1日：吉野町、土成町、市場町、阿波町合併為阿波市。

### 變遷表
| 1889年10月1日 | 1889年 - 1925年                  | 1926年 - 1954年                  | 1955年 - 1988年      | 1989年 - 現在       | 現在                |
| ------------- | -------------------------------- | -------------------------------- | -------------------- | ------------------- | ------------------- |
| 市香村        | 1907年11月1日 改制並改名為市場町 | 1907年11月1日 改制並改名為市場町 | 1955年3月31日 市場町 | 2005年4月1日 阿波市 | 2005年4月1日 阿波市 |
| 八幡村        | 1908年7月20日 八幡町             | 1908年7月20日 八幡町             | 1955年3月31日 市場町 | 2005年4月1日 阿波市 | 2005年4月1日 阿波市 |
| 大俣村        |                                  |                                  | 1955年3月31日 市場町 | 2005年4月1日 阿波市 | 2005年4月1日 阿波市 |
| 林村          | 林村                             | 1928年11月1日 林町               | 1955年3月31日 阿波町 | 2005年4月1日 阿波市 | 2005年4月1日 阿波市 |
| 久勝村        | 久勝村                           | 1951年11月3日 久勝町             | 1955年3月31日 阿波町 | 2005年4月1日 阿波市 | 2005年4月1日 阿波市 |
| 伊泽村        |                                  |                                  | 1955年3月31日 阿波町 | 2005年4月1日 阿波市 | 2005年4月1日 阿波市 |
| 土成村        | 土成村                           | 土成村                           | 1955年3月31日 土成町 | 2005年4月1日 阿波市 | 2005年4月1日 阿波市 |
| 御所村        |                                  |                                  | 1955年3月31日 土成町 | 2005年4月1日 阿波市 | 2005年4月1日 阿波市 |
| 柿島村        | 柿島村                           | 柿島村                           | 1957年3月31日 吉野町 | 2005年4月1日 阿波市 | 2005年4月1日 阿波市 |
| 一條村        | 1923年2月9日 一條町              | 1923年2月9日 一條町              | 1957年3月31日 吉野町 | 2005年4月1日 阿波市 | 2005年4月1日 阿波市 |

## 行政

### 歷任市長
| 任 | 姓名     | 上任年月日    | 卸任年月日    | 備註 |
| -- | -------- | ------------- | ------------- | ---- |
| 1  | 小笠原幸 | 2005年5月8日  | 2009年5月7日  |      |
| 2  | 野崎國勝 | 2009年5月8日  | 2013年5月7日  |      |
| 3  | 藤井正助 | 2013年5月8日  | 2023年2月17日 |      |
| 4  | 町田寿人 | 2023年4月23日 | 現任          |      |

## 交通
轄區內無鐵路通過，最近的鐵路車站為於吉野川對岸的吉野川市。德島自動車道則以南北向通過市內。

### 道路
高速道路
- 德島自動車道：土成交流道 - 阿波休息區

## 觀光資源

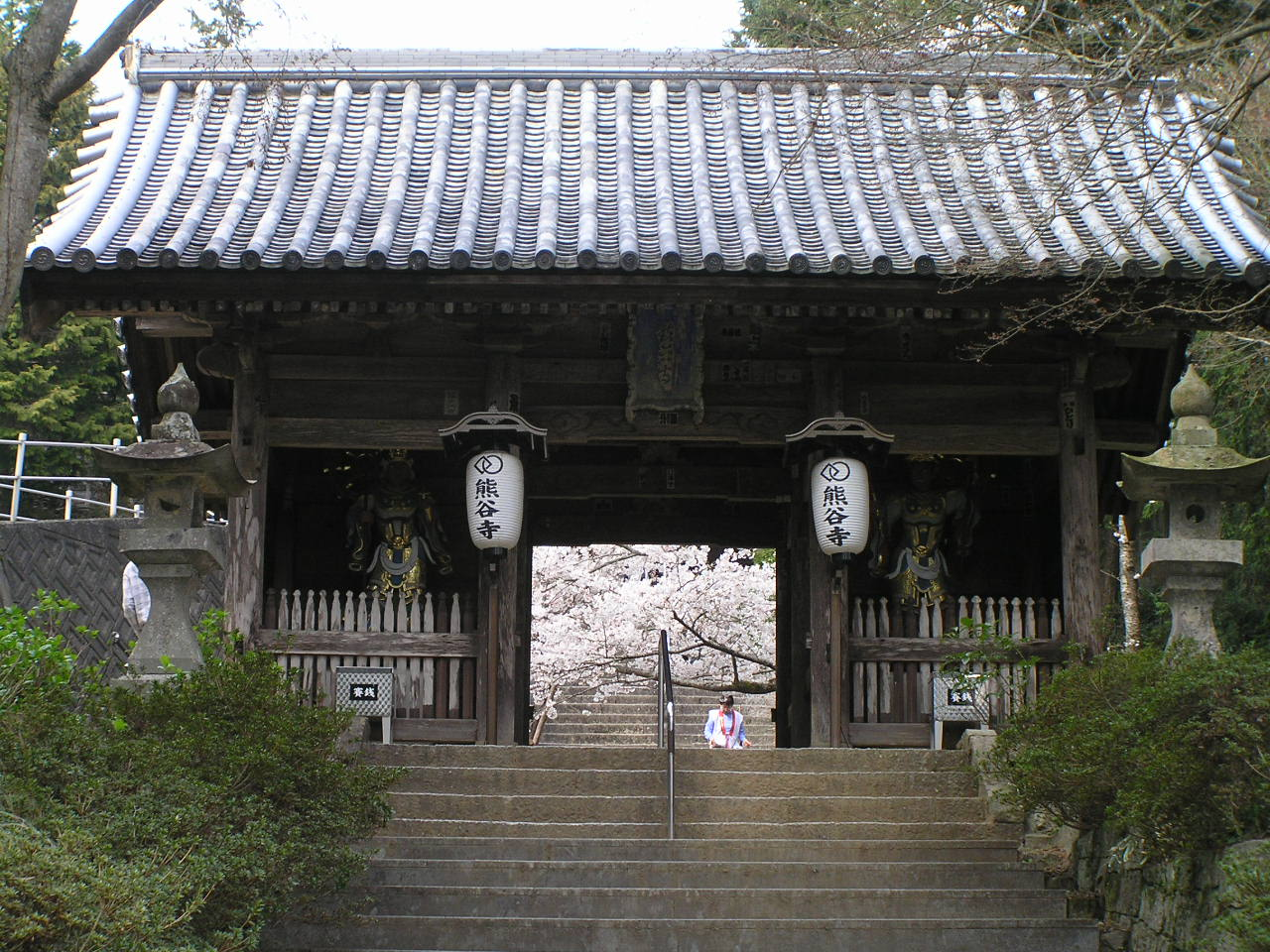
熊谷寺山門

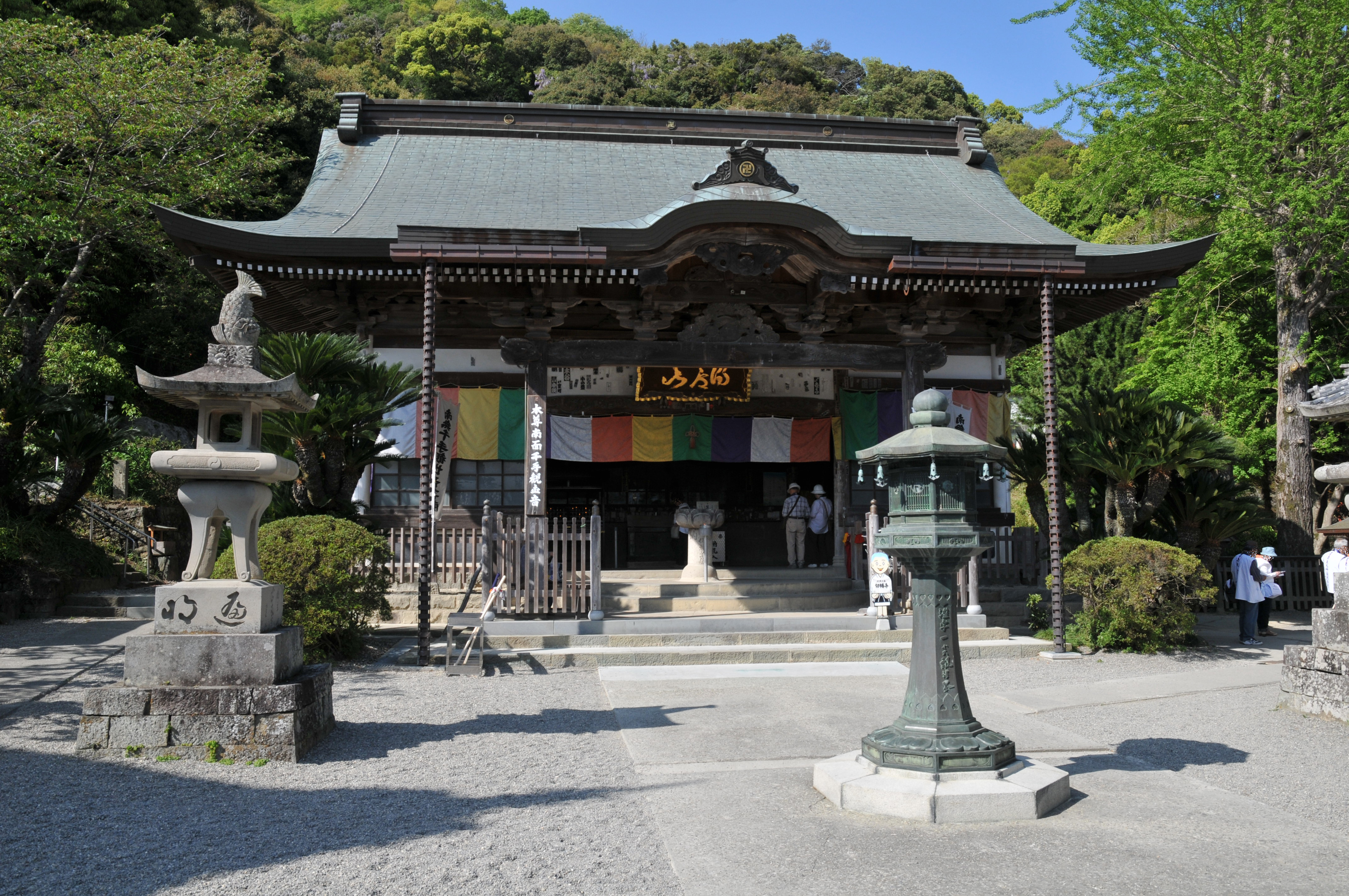
切幡寺本堂

- 土柱
- 四國八十八箇所
  - 第七番札所 十樂寺
  - 第八番札所 熊谷寺
  - 第九番札所 法輪寺
  - 第十番札所 切幡寺

## 教育
高等學校
- 德島縣立阿波高等學校
- 德島縣立阿波西高等學校

## 本地出身之名人
- 三木武夫：前內閣總理大臣。

## 外部連結
- （日語） 阿波市觀光協會 （页面存档备份，存于）